# Есман Софія Олексіївна
Софі́я Е́сман (* 2008) — українська стрибунка у воду.

## З життєпису
Народилась 2008 року. У 2022 році вона і Софія Іванова виграли бронзову медаль у синхронних стрибках з 3-метрового трампліна на Чемпіонаті Європи з плавання серед юніорів (Отопень, Румунія).
На Європейських іграх 2023 року (Краків) Софія Есман і Ксенія Байло виграли срібну медаль у стрибках з 10-метрової вишки.
Брала участь у Чемпіонаті світу з водних видів спорту 2023 року (Фукуока).
16 березні 2025 року разом із Софією Виставкіною здобула срібну медаль у синхронних стрибках з 10-метрової вишки на 67-му Міжнародному турнірі зі стрибків у воду в місті Росток (Німеччина).